# Kirsty Duncan
Pour les articles homonymes, voir Duncan.
Kirsty Duncan, née le 31 octobre 1966, est une géographe, enseignante et femme politique canadienne.
De 2008 à 2025, elle est députée à la Chambre des communes du Canada, représentant la circonscription ontarienne de Etobicoke-Nord, sous la bannière du Parti libéral du Canada. De 2019 à 2021, elle est la leader adjointe du gouvernement à la Chambre des communes.

## Biographie
Après avoir étudié à la Kipling Collegiate Institute de Toronto, Kirsty Duncan étudie la géographie et l'anthropologie à l'Université de Toronto. Elle poursuit son cursus à l'université d'Édimbourg en Écosse où elle complète un doctorat en géographie en 1992. De 1993 à 2000, elle enseigne la météorologie et la climatologie à l'Université de Windsor, en Ontario. Présentement, elle enseigne la géographie médicale (en) à l'Université de Toronto et l'environnement à l'Université Royal Roads de Colwood en Colombie-Britannique. Elle travaille aussi au sein du Groupe d'experts intergouvernemental sur l'évolution du climat (GIEC) de l'ONU, groupe ayant reçu conjointement avec Al Gore un prix Nobel en 2007.
Apprenant l'intention du député sortant Roy Cullen de ne pas se représenter, elle fut pressentie candidate libérale ainsi qu'un atout majeur pour réaliser l'objectif du chef Stéphane Dion d'avoir 103 candidates pour les prochaines élections. Élue députée fédérale lors des élections de 2008, elle est réélue en 2011. Ses fonctions parlementaires sont : porte-parole adjointe de la Santé publique de 2008 à janvier 2009, porte-parole de la Santé publique d'octobre 2009 à 2010, des Anciens combattants de 2010 à 2011 et de l'Environnement de juin 2011 à octobre 2015.
Elle est nommée ministre des Sciences au sein du cabinet de Justin Trudeau le 4 novembre 2015.
Députée sortante lors du renouvellement de la Chambre des communes du Canada en 2019, elle est de nouveau élue députée de la circonscription électorale de Etobicoke-Nord.
Elle ne se représente pas lors des élections de 2025.